# 眼線

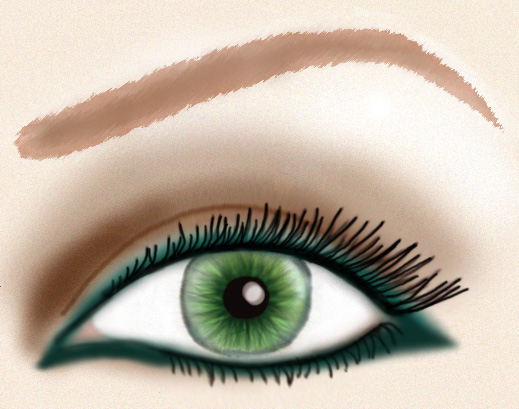
畫於眼眶周圍的深藍綠色眼線

眼線是用於眼部的化妝品。其通常畫於眼眶周圍以達到修飾眼部輪廓的效果。

## 歷史

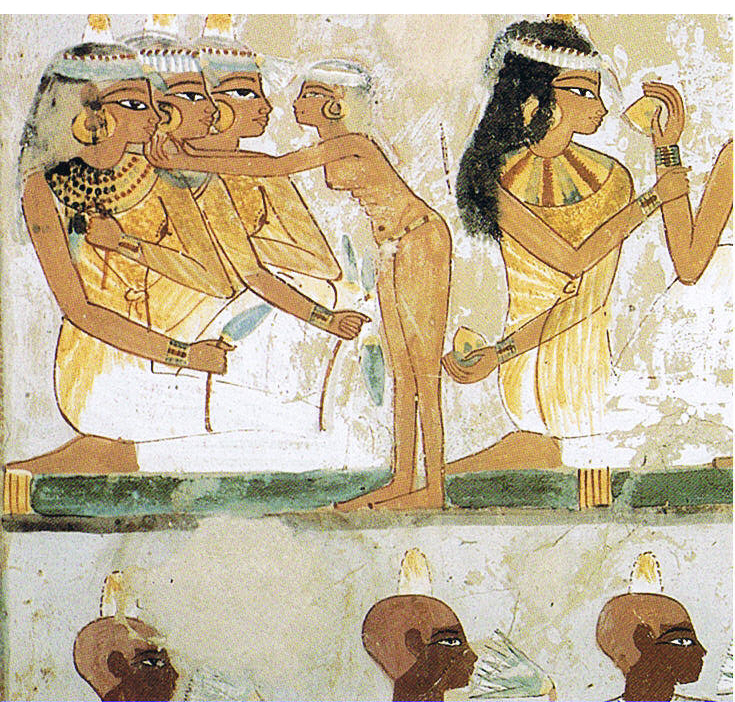
位於底比斯的Nakht墓中，畫有眼線的古埃及男女壁畫

古埃及和美索不达米亚時期，人們開始在眼睛周圍畫上深黑色線條。早在公元前一萬年，埃及人和美索不達米亞人就使用包括眼線筆在內的各種化妝品，不僅為了美觀，還要保護皮膚免受沙漠陽光的侵襲。研究人員還推測，畫眼線是為了保護化妝者免於邪眼。他們用各種材料生產眼線膏，包括銅礦和锑。古埃及眼影粉中含有方铅矿，這種礦物從邦特之地、科波斯和西亚等地區進口。

## 外部連結
- 维基共享资源上的相關多媒體資源：眼線